# سیل جانزتاون (فیلم ۱۹۲۶)
سیل جانزتاون (انگلیسی: The Johnstown Flood) فیلمی در ژانر درام به کارگردانی اروینگ کامینگز است که در سال ۱۹۲۶ منتشر شد. از بازیگران آن می‌توان به جورج اوبرایان، فلورنس گیلبرت و جنت گینور اشاره کرد.